# Aguachacha Indijanci
Aguachacha, Yavapai ime za pleme, evidentno Yumansko, koje je u 18. stoljeću obitavalo na donjem toku rijeke Colorado, u Kaliforniji ili Arizoni. Navode se kod Garcésa (1776), u Diary, 404, 1900.
Ime im se javlja i u obliku Aquachacha (José Cortez, 1799.)

## Vanjske poveznice
- Yuman Indian Tribe History